# Olivier van Noort

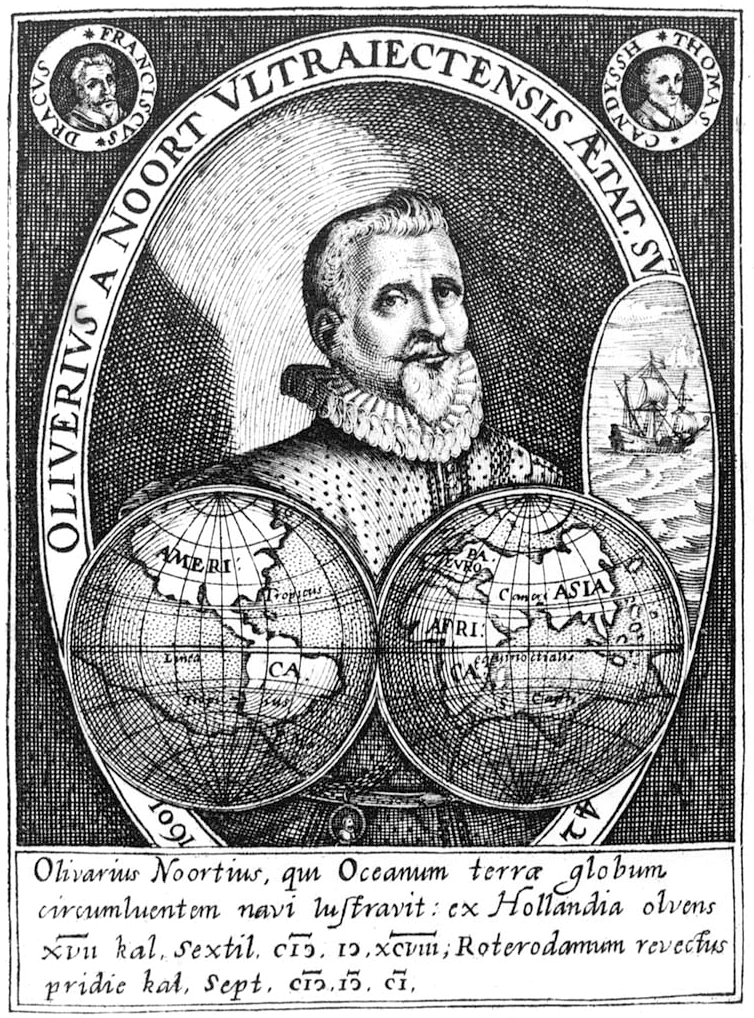

Olivier van Noort (* um 1558 in Utrecht; † 22. Februar 1627 in Schoonhoven an der Lek) war der erste Niederländer, der die Welt umsegelte.

## Biographie
Olivier van Noort erhielt 1598 von einigen Rotterdamer und Amsterdamer Kaufleuten den Auftrag, eine Reise nach Indien in südwestliche Richtung zu machen. Die Reeder stellten ihm die vier Schiffe Eendracht, Mauritius, Hendrik Frederik und Hoop mit insgesamt 248 Mann Besatzung zur Verfügung. Er verließ Rotterdam am 2. Juli 1598 mit der Mauritius und der Eendracht, vereinigte sich am 13. September mit den anderen beiden Schiffen aus Amsterdam und verließ Plymouth am 21. September mit vier Schiffen. Am 5. Februar 1599 sichteten sie die brasilianische Küste. Die beschädigte Eendracht wurde aufgegeben, entladen und in Brand gesteckt. Anschließend wurde die Hoop in Eendracht umbenannt. Nach 14 Monaten auf See erreichte er Feuerland am 5. November 1599.
Die Durchsegelung der Magellanstraße nahm mehrere Monate in Anspruch. In der Magellanstraße traf er am 15. Dezember 1599 auf Sebald de Weert, der mit der niederländischen Indien-Expedition unter Jacob Mahu gesegelt, jedoch umgekehrt war. Nach mehreren Anläufen, widrigen Winden und Problemen (so setzte er seinen Vize-Admiral, Jacob Claes, am 26. Januar 1600 auf einer unbewohnten Insel in der Magellanstraße aus) war endlich die Magellanstraße durchfahren. Mit noch 147 Mann segelte er nun die Küste von Chile entlang und durchquerte den Pazifik mit dem Passat. Am 15. September 1600 erreichte er die Marianen (Ladrones), am 24. Oktober die Philippinen. Ein Schiff wurde durch spanische Schiffe bei den Philippinen versenkt. Mit seinem letzten Schiff, der Mauritius, gelang es van Noort in einem Gefecht am 14. Dezember 1600, die spanische Galeone San Diego bei der Insel Fortune zu versenken. Er kehrte am 26. August 1601 mit nur noch 45 Männern nach Rotterdam zurück. Während der Reise hatte es beständig Scharmützel mit Portugiesen, Spaniern und Indianern gegeben.

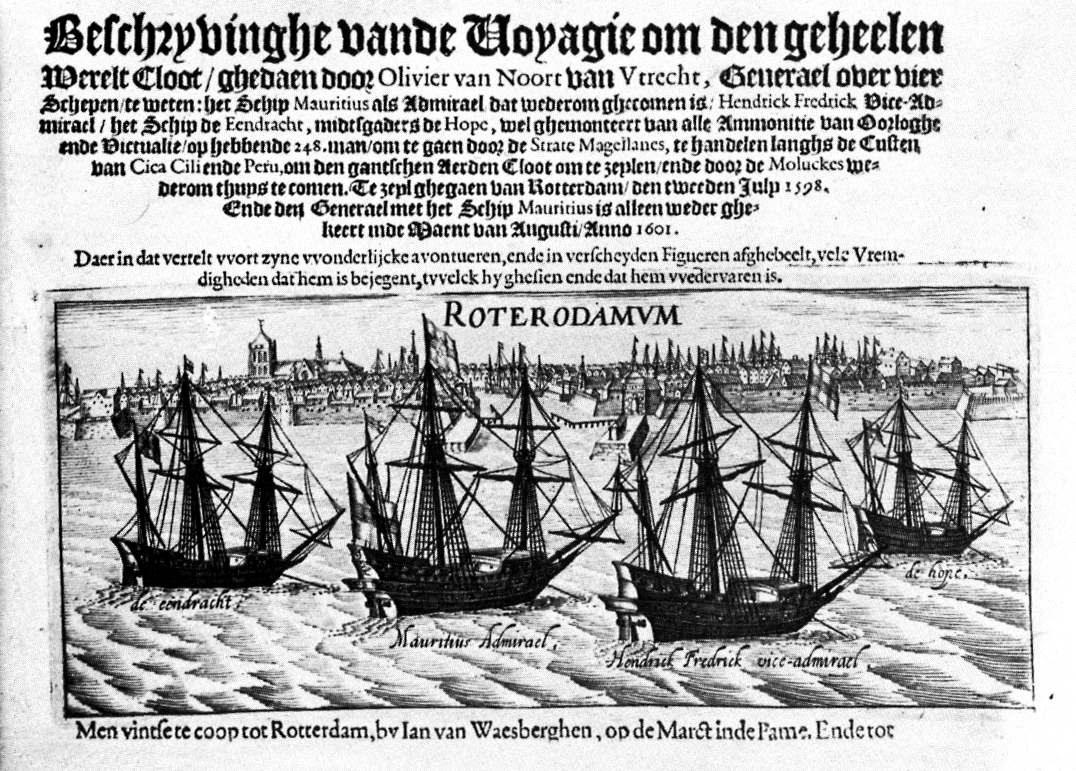

Diese Reise gilt als die vierte Weltumseglung nach den Expeditionen von Magellan, Drake und Cavendish.
Später nahm er auf niederländischer Seite noch an weiteren Kämpfen des Achtzigjährigen Krieges teil.

## Belege
1. ↑  Neuwe Schiffart, S. 5
2. ↑  Neuwe Schiffart, S. 6
3. ↑  Neuwe Schiffart, S. 6
4. ↑  Neuwe Schiffart, S. 11
5. ↑  Neuwe Schiffart, S. 19
6. ↑  Neuwe Schiffart, S. 21
7. ↑  Neuwe Schiffart, S. 22
8. ↑  Neuwe Schiffart, S. 28
9. ↑  Neuwe Schiffart, S. 34
10. ↑  Neuwe Schiffart, S. 35
11. ↑  Neuwe Schiffart, S. 36
12. ↑  Neuwe Schiffart, S. 64
13. ↑  Neuwe Schiffart, S. 73
14. ↑  Neuwe Schiffart, S. 89

| Personendaten    | Personendaten                       |
| ---------------- | ----------------------------------- |
| NAME             | Noort, Olivier van                  |
| KURZBESCHREIBUNG | niederländischer Seefahrer          |
| GEBURTSDATUM     | 1558                                |
| GEBURTSORT       | Utrecht                             |
| STERBEDATUM      | 22. Februar 1627                    |
| STERBEORT        | Schoonhoven an der Lek, Niederlande |